# Jason Schreier
Pour les articles homonymes, voir Schreier.
Jason Schreier (né le 10 mai 1987) est un journaliste de jeu vidéo américain. Il travaille pour Kotaku de 2011 à 2020 où il gagne en notoriété grâce à ses enquêtes sur l'industrie du jeu vidéo et notamment sur la culture du crunch. Il a écrit un livre sur le sujet : Du sang, des larmes et des pixels,,. En 2022, il sort un second livre, Press Reset, sur la fermeture de certains studios.
En 2020, Schreier quitte Kotaku pour Bloomberg News.
Le magazine Canard PC dit de lui en avril 2020 qu'il est le journaliste de jeu vidéo le plus célèbre du monde.

## Principales enquêtes
- Septembre 2016 : Enquête sur la culture du crunch (Electronic Arts, Bethesda Game Studios...)[7].
- Octobre 2018 : Conditions de travail chez Rockstar Games[8].
- Avril 2019 : Conditions de travail chez BioWare[9].
- Septembre 2019 : Pratiques managériales chez Nicalis[10].
- Mars 2020 : Conditions de travail chez Naughty Dog[11].
- Juin 2020 : Annulation par Take-Two Interactive du contrat de Star Theory Games (en) pour le développement de Kerbal Space Program 2 et tentative de débauchage des employés du studio par l'éditeur[12].